# Прекрасният часослов на херцог дьо Бери
Прекрасният часослов на херцог дьо Бери (на френски: Les Belles Heures du duc de Berry) е илюстрован ръкопис от началото на XV век създаден от Братя Лимбург по поръчка на херцог Жан дьо Бери. Съхранява се в средновековния отдел на музей Метрополитън, Ню Йорк.

## Описание
В инвентара от 1413 година пазителя на библиотеката херцога, Робин д’Етамп описва този ръкопис така:
| „ | Прекрасният часослов, е много хубаво и богато илюстриран. В началото му е разположен, изящно написан и илюстрован календар; към него са изобразени сцени от житието и мъченичеството на света Екатерина; после следват четирите Евангелия и две молитви към Нашата възлюблена Дева; с тях започват часовете на Дева Мария и различни други часове и молитви… | “ |

## Художници
Сред изследователите няма съмнение, че манускриптът е поръчан от херцог Жан дьо Бери: пет листа от часослова заемат изображения на гербовете на херцога, сред миниатюрите – има два негови портрета в образ на млад човек (листове 91 и 223v).
Имената на художниците, работили над часослова, не са упоменати, споменато е само, че той е изпълнен от „работници“ на херцога. Историците на изкуството, основавайки се на стилистическо сходство, уверено приписват авторство на миниатюрите на братя Лимбург.
Точното време за постъпване на братята на служба при херцог дьо Бери не е известно: до този момент, те (или поне двама от тях) Пол и Жан са миниатюристи на Филип II Смелия. В периода от 1405 по 1408 година имената на братята не се споменават в източниците. Предполага се, че часословът е завършен през 1408 или 1409 година. Вероятно по-голяма част от миниатюрите са с автор Пол Лимбург.
Няма данни за общото количество художници, работили над ръкописа.
Прекрасният часослов е първата работа на братя Лимбург за херцог дьо Бери. Темата на миниатюрите е взета от „Златната легенда“ на Яков: житието на Богородица, Процесията на Свети Григорий, историята на Бруно и Диокре, история на Свети Йероним и отшелниците Антоний и Павел; житието на Екатерина Александрийска (особено почитана от дом Валоа).

- Илюстрации
- Разпятие
- История за чудо

## Размер и съдържание
Размер на страниците е 238 × 170 mm. Целият часослов се състои от 172 страници от пергамен. Миниатюрите са изпълнени с туш и темпера с използване на злато.
След смъртта на Жан дьо Бери Прекрасният часослов придобива Йоланда Арагонска, херцогиня на Анжу. После постъпва в колекцията на семейство Ротшилд (френския клон).